# Hrant Sahinján
Hrant Sahinján örményül: Հրանտ Շահինյան  (Gyulagarak, 1923. július 30. – Jereván, 1996. május 29.) olimpiai és világbajnok szovjet-örmény tornász.

## Pályafutása
1939-ben már ifjúsági szovjet bajnok volt szertornában. Az 1952-es helsinki olimpián a Szovjetunió színeiben versenyzett. Gyűrűn és csapatban olimpiai bajnok lett, egyéniben és lólengésben ezüstérmet szerzett. Az 1954-es római világbajnokságon lólengésben és csapatban arany-, egyéniben bronzérmes lett.
1958-ban ifjúsági sportiskolát alapított Jerevánban, melynek az igazgatója is volt. 1975 és 1980 között a szíriai tornász válogatott szövetségi kapitánya volt.

## Sikerei, díjai
- Olimpiai játékok
  - aranyérmes (2): 1952, Helsinki (gyűrű, csapat)
  - ezüstérmes (2): 1952, Helsinki (egyéni, lólengés)
- Világbajnokság
  - aranyérmes (2): 1954 (lólengés, csapat)
  - bronzérmes: 1954 (egyéni)